# Robert Livingston
Robert Livingston   (Nova York, 3 de novembre de 1908 - New Canaan, 2 d'abril de 1974) va ser un jugador d'hoquei sobre gel estatunidenc que va competir durant les dècades de 1920 i 1930. Estudià a la Universitat de Princeton.
El 1932 va prendre part en els Jocs Olímpics de Lake Placid, on guanyà la medalla de plata en la competició d'hoquei sobre gel.